# Onthophagus caviceps
Onthophagus caviceps är en skalbaggsart som beskrevs av Frey 1962. Onthophagus caviceps ingår i släktet Onthophagus och familjen bladhorningar. Inga underarter finns listade i Catalogue of Life.